# Rafael Mayoral Perales
Rafael Mayoral Perales (Madrid, 26 de març de 1974) és un polític i advocat espanyol, actual secretari de Relació amb la Societat Civil i Moviments Socials i diputat de Podemos.

## Biografia
Després d'acabar la carrera de Dret, es va implicar en l'assessorament jurídic a col·lectius en situació de vulnerabilitat econòmica i social. Amb l'aparició del Moviment 15-M, es va convertir en assessor de la Plataforma d'Afectats per la Hipoteca (PAH) de Madrid. Per les activitats que realitzà en aquesta associació (paralització de desnonaments, querelles a entitats bancàries, redacció del recurs d'inconstitucionalitat contra la Llei Antidesnonaments, etc.), va rebre l'any 2013, juntament amb la llavors activista Ada Colau, el premi Defensors de Drets atorgat per Periodismo Humano.
Inicialment militant del Partit Comunista d'Espanya (PCE) i d'Esquerra Unida a la Comunitat de Madrid, va ser membre del seu Consell Polític Federal l'any 2008. Com a membre del Partit Comunista de Madrid va ser membre de la seva Comissió Permanent, i candidat a la secretaria general de la branca madrilenya de la UJCE l'any 1998. Integrant del Front Cívic "Somos Mayoría", al novembre de 2014 va ser triat membre del Consell Ciutadà de Podemos, i va passar a formar part del Consell de Coordinació, al costat de Pablo Iglesias. Col·laborador habitual del programa La Tuerka, des de la seva elecció va aparèixer en nombroses tertúlies polítiques defensant el programa del seu partit.
L'any 2015, va ser triat en primàries obertes com a candidat de Podemos per Madrid per al Congrés dels diputats, resultant electe en les eleccions generals del 20 de desembre del mateix any com a diputat en les Corts Generals i reelegit el 26 de juny de 2016 després de la curta legislatura en què no es va poder formar govern.